# .nl
.nl es el dominio de nivel superior geográfico (ccTLD) para los Países Bajos.